# Festival di Cannes 1990
La 43ª edizione del Festival di Cannes si è svolta a Cannes dal 10 al 21 maggio 1990.
La giuria presieduta dal regista italiano Bernardo Bertolucci ha assegnato la Palma d'oro per il miglior film a Cuore selvaggio di David Lynch.

## Selezione ufficiale

### Concorso
- Przesłuchanie, regia di Ryszard Bugajski (Polonia)
- La puttana del re (La putain du roi), regia di Axel Corti (Gran Bretagna/Austria/Francia/Italia)
- La prigioniera del deserto (La captive du désert), regia di Raymond Depardon (Francia)
- Cacciatore bianco, cuore nero (White Hunter Black Heart), regia di Clint Eastwood (USA)
- Rodrigo D: No futuro, regia di Víctor Gaviria (Colombia)
- Nouvelle vague, regia di Jean-Luc Godard (Svizzera/Francia)
- L'orecchio (Ucho), regia di Karel Kachyňa (Cecoslovacchia)
- L'aculeo della morte (Shi no toge), regia di Kōhei Oguri (Giappone)
- L'agenda nascosta (Hidden Agenda), regia di Ken Loach (Gran Bretagna)
- Taxi Blues (Taksi-Blyuz), regia di Pavel Lungin (Unione Sovietica/Francia)
- Cuore selvaggio (Wild at Heart), regia di David Lynch (USA)
- Tilaï, regia di Idrissa Ouédraogo (Svizzera/Gran Bretagna/Francia/Burkina Faso/Germania)
- La madre (Mat), regia di Gleb Panfilov (Italia/Unione Sovietica)
- Benvenuti in paradiso (Come See the Paradise), regia di Alan Parker (USA)
- Cyrano de Bergerac, regia di Jean-Paul Rappeneau (Francia)
- Daddy Nostalgie, regia di Bertrand Tavernier (Francia)
- Stanno tutti bene, regia di Giuseppe Tornatore (Italia/Francia)
- Ju Dou, regia di Yang Feng-Liang e Zhāng Yìmóu (Giappone/Cina)

### Fuori concorso
- Umetni raj, regia di Karpo Acimovic-Godina (Jugoslavia)
- No, la folle gloria del comando (Não, ou a Vã Glória de Mandar ), regia di Manoel de Oliveira (Portogallo/Spagna/Francia)
- La voce della Luna, regia di Federico Fellini (Italia/Francia)
- Sogni (Dreams), regia di Akira Kurosawa (USA/Giappone)
- La sirenetta (The Little Mermaid), regia di John Musker e Ron Clements (USA)
- Tutti contro Harry (The Plot Against Harry), regia di Michael Roemer (USA)
- Cortesie per gli ospiti (The Comfort of Strangers), regia di Paul Schrader (USA/Italia/Gran Bretagna)
- Il sole anche di notte, regia di Paolo e Vittorio Taviani (Italia/Francia/Germania)
- Dottor Korczak (Korczak), regia di Andrzej Wajda (Polonia/Germania/Gran Bretagna)
- Cry Baby (Cry-Baby), regia di John Waters (USA)

### Un Certain Regard
- Hang Up, regia di Pauline Chan
- The Space Between the Door and the Floor, regia di Pauline Chan
- The Best Hotel on Skid Row, regia di Christine Choy e Renee Tajima (USA)
- Het sacrament, regia di Hugo Claus (Belgio)
- L'oro di Abramo (Abrahams Gold), regia di Jörg Graser (Germania)
- Innisfree, regia di José Luis Guerín (Spagna)
- Ke tu qiu hen, regia di Ann Hui (Hong Kong/Taiwan)
- Night Out, regia di Lawrence Johnston (Australia)
- Sta' fermo, muori e resuscita (Zamri, umri, voskresni!), regia di Vitali Kanevsky (Unione Sovietica)
- Le cantique des pierres, regia di Michel Khleifi (Israele/Belgio/Francia/Gran Bretagna/Palestina)
- Ostatni prom, regia di Waldemar Krzystek (Polonia)
- 1871, regia di Ken McMullen (Gran Bretagna/Francia)
- V gorode Sochi tyomnye nochi, regia di Vasili Pichul (Unione Sovietica)
- Pummarò, regia di Michele Placido (Italia)
- Che mi dici di Willy? (Longtime Companion), regia di Norman René (USA)
- Turné, regia di Gabriele Salvatores (Italia)
- Chyornaya roza - emblema pechali, krasnaya roza - emblema lyubvi, regia di Sergej Solov'ëv (Unione Sovietica)
- Tumultes, regia di Bertrand Van Effenterre (Francia/Belgio)
- Scandalo segreto, regia di Monica Vitti (Italia)
- Hameyu'ad, regia di Daniel Wachsmann (Israele/Francia)
- Le casseur de pierres, regia di Mohamed Zran (Francia/Tunisia)

## Settimana internazionale della critica
- Miao jie huang hou, regia di Lawrence Ah Mon (Hong Kong)
- H-2 Worker, regia di Stephanie Black (USA)
- Benim sinemalarim, regia di Füruzan e Gülsün Karamustafa (Turchia)
- Oltre l'oceano, regia di Ben Gazzara (Italia)
- Čas sluhů, regia di Irena Pavlásková (Cecoslovacchia)
- Riflessi sulla pelle (The Reflecting Skin), regia di Philip Ridley (Gran Bretagna/Cina)
- Outremer, regia di Brigitte Roüan (Francia)

## Quinzaine des Réalisateurs
- Porte aperte, regia di Gianni Amelio (Italia)
- Asfour Stah, regia di Férid Boughedir (Tunisia/Francia/Italia)
- To Sleep with Anger, regia di Charles Burnett (USA)
- Alessandria ancora e sempre (Iskanderija, kaman oue kaman), regia di Youssef Chahine (Francia/Egitto)
- Bagh Bahadur, regia di Buddhadev Dasgupta (India)
- Lagerat, regia di Georgi Djulgerov (Bulgaria)
- Lebedinoe ozero. Zona, regia di Jurij Illjenko (Unione Sovietica/Svezia/Canada)
- Stille Betrüger, regia di Beat Lottaz (Germania/Svizzera)
- Primavera perduta (Printemps perdu), regia di Alain Mazars (Francia)
- Aspettando la notte (End of the Night), regia di Keith McNally (USA)
- Pervyy etazh, regia di Igor Minayev (Unione Sovietica)
- Anestesia letale (Paper Mask), regia di Christopher Morahan (Gran Bretagna)
- Skyddsängeln, regia di Suzanne Osten (Svezia)
- December Bride, regia di Thaddeus O'Sullivan (Gran Bretagna/Irlanda)
- Il tempo dei miracoli (Vreme Cuda), regia di Goran Paskaljević (Jugoslavia)
- Ponte di Varsavia (Pont de Varsòvia), regia di Pere Portabella (Spagna)
- Inimene, keda polnud, regia di Peeter Simm (Unione Sovietica)
- Céllövölde, regia di Árpád Sopsits (Francia/Ungheria)
- Metropolitan, regia di Whit Stillman (USA)
- Margarit i Margarita, regia di Nikolai Volev (Bulgaria)
- Shimaguni konjô, regia di Fumiki Watanabe (Giappone)

## Giurie

### Concorso
- Bernardo Bertolucci, regista (Italia) - presidente
- Fanny Ardant, attrice (Francia)
- Bertrand Blier, regista (Francia)
- Aleksei German, regista (Unione Sovietica)
- Françoise Giroud, giornalista (Francia)
- Christopher Hampton, sceneggiatore (Gran Bretagna)
- Anjelica Huston, attrice (USA)
- Mira Nair, regista (India)
- Sven Nykvist, direttore della fotografia (Svezia)
- Hayao Shibata, produttore (Giappone)

### Caméra d'or
- Christine Boisson, attrice (Francia) - presidente
- Richard Billeaud
- Caroline Huppert, regista (Francia)
- Bruno Jaeggi, giornalista (Svizzera)
- Martine Jouando, critica (Francia)
- Catherine Magnan, cinefila
- Vecdi Sayar, cinefilo (Turchia)
- Ján Svoboda, giornalista (Cecoslovacchia)

## Palmarès
- Palma d'oro: Cuore selvaggio (Wild at Heart), regia di David Lynch (USA)
- Grand Prix Speciale della Giuria: L'aculeo della morte (Shi no toge), regia di Kōhei Oguri (Giappone) ex aequo Tilaï, regia di Idrissa Ouédraogo (Svizzera/Gran Bretagna/Francia/Burkina Faso/Germania)
- Premio della giuria: L'agenda nascosta (Hidden Agenda), regia di Ken Loach (Gran Bretagna)
- Prix d'interprétation féminine: Krystyna Janda - Przesłuchanie, regia di Ryszard Bugajski (Polonia)
- Prix d'interprétation masculine: Gérard Depardieu - Cyrano de Bergerac, regia di Jean-Paul Rappeneau (Francia)
- Prix de la mise en scène: Pavel Lungin - Taxi Blues (Taksi-Blyuz) (Unione Sovietica/Francia)
- Premio per il contributo artistico: La madre (Mat), regia di Gleb Panfilov (Italia/Unione Sovietica)
- Grand Prix tecnico: Pierre Lhomme - Cyrano de Bergerac, regia di Jean-Paul Rappeneau (Francia)
- Caméra d'or: Sta' fermo, muori e resuscita (Zamri, umri, voskresni!), regia di Vitali Kanevsky (Unione Sovietica)
- Caméra d'or - Menzione speciale: Čas sluhů, regia di Irena Pavlásková (Cecoslovacchia) ex aequo Farendj, regia di Sabine Prenczina (Francia)
- Premio FIPRESCI: Lebedinoe ozero. Zona, regia di Jurij Illjenko (Unione Sovietica/Svezia/Canada) ex aequo L'aculeo della morte (Shi no toge), regia di Kōhei Oguri (Giappone)
- Premio della giuria ecumenica: Stanno tutti bene, regia di Giuseppe Tornatore (Italia/Francia)
  - Premio della giuria ecumenica - Menzione speciale: L'agenda nascosta (Hidden Agenda), regia di Ken Loach (Gran Bretagna) ex aequo Taxi Blues (Taksi-Blyuz), regia di Pavel Lungin (Unione Sovietica/Francia)